# Elizabeth Wrottesley
Elizabeth Wrottesley (1º novembre 1745 – Londra, 25 maggio 1822) è stata una nobildonna inglese.

## Biografia
Era la figlia di Sir Richard Wrottesley, VII baronetto, e di sua moglie, Lady Mary Leveson-Gower, figlia di John Leveson-Gower, I conte di Gower.

## Matrimonio
Sposò, il 24 giugno 1769, Augustus Henry FitzRoy, III duca di Grafton, figlio di Lord Augustus FitzRoy e di Elizabeth Cosby, divenendone la seconda moglie. Ebbero nove figli:
- Lord Henry (9 aprile 1770-7 giugno 1828), sposò Caroline Pigot, ebbero cinque figli;
- Lady Charlotte FitzRoy (?-23 giugno 1857);
- Lord Frederick (16 settembre 1774);
- Lady Elizabeth FitzRoy (?-13 marzo 1839), sposò il cugino, William FitzRoy, non ebbero figli;
- Lady Isabella FitzRoy (?-10 dicembre 1866), sposò Barrington Pope Blachford, non ebbero figli;
- Lady Augusta (1779-29 giugno 1839), sposò George Tavel, ebbero una figlia;
- Lady Frances (1 giugno 1780-7 gennaio 1866), sposò Francis Spencer, I barone Churchill, ebbero otto figli;
- Lord William FitzRoy (1º giugno 1782-13 maggio 1857), sposò Georgiana Raikes, ebbero due figli;
- Lord John Edward FitzRoy (24 settembre 1785-28 dicembre 1856).

## Morte
Morì il 25 maggio 1822 a Londra.

## Ascendenza
|                                   |                                    |                                                 | Genitori                               |  |  | Nonni |  |  | Bisnonni                         |  |  | Trisnonni                       |  |
|                                   |                                    |                                                 |                                        |  |  |       |  |  | Walter Wrottesley, III baronetto |  |  | Walter Wrottesley, II baronetto |  |
|                                   |                                    |                                                 |                                        |  |  |       |  |  | Walter Wrottesley, III baronetto |  |  | Walter Wrottesley, II baronetto |  |
|                                   |                                    | Margaret Wolrich                                |                                        |  |  |       |  |  | Walter Wrottesley, III baronetto |  |  |                                 |  |
| John Wrottesley, IV baronetto     |                                    |                                                 |                                        |  |  |       |  |  | Walter Wrottesley, III baronetto |  |  |                                 |  |
|                                   |                                    | Eleanora Archer                                 | John Archer                            |  |  |       |  |  |                                  |  |  |                                 |  |
|                                   |                                    | Eleanora Archer                                 | John Archer                            |  |  |       |  |  |                                  |  |  |                                 |  |
|                                   |                                    | Eleanora Archer                                 | Eleanor Curzon                         |  |  |       |  |  |                                  |  |  |                                 |  |
| Richard Wrottesley, VII baronetto |                                    | Eleanora Archer                                 |                                        |  |  |       |  |  |                                  |  |  |                                 |  |
|                                   |                                    | John Grey                                       | Henry Grey, I conte di Stamford        |  |  |       |  |  |                                  |  |  |                                 |  |
|                                   |                                    | John Grey                                       | Henry Grey, I conte di Stamford        |  |  |       |  |  |                                  |  |  |                                 |  |
|                                   |                                    | John Grey                                       | Anne Cecil                             |  |  |       |  |  |                                  |  |  |                                 |  |
| Frances Grey                      |                                    | John Grey                                       |                                        |  |  |       |  |  |                                  |  |  |                                 |  |
|                                   |                                    | Catherine Ward                                  | Edward Ward, VII barone Dudley         |  |  |       |  |  |                                  |  |  |                                 |  |
|                                   |                                    | Catherine Ward                                  | Edward Ward, VII barone Dudley         |  |  |       |  |  |                                  |  |  |                                 |  |
|                                   |                                    | Catherine Ward                                  | Frances Brereton                       |  |  |       |  |  |                                  |  |  |                                 |  |
| Elizabeth Wrottesley              |                                    | Catherine Ward                                  |                                        |  |  |       |  |  |                                  |  |  |                                 |  |
|                                   | John Leveson-Gower, I barone Gower | William Leveson-Gower, IV baronetto             |                                        |  |  |       |  |  |                                  |  |  |                                 |  |
|                                   | John Leveson-Gower, I barone Gower | William Leveson-Gower, IV baronetto             |                                        |  |  |       |  |  |                                  |  |  |                                 |  |
|                                   | John Leveson-Gower, I barone Gower | Jane Granville                                  |                                        |  |  |       |  |  |                                  |  |  |                                 |  |
| John Leveson-Gower, I conte Gower | John Leveson-Gower, I barone Gower |                                                 |                                        |  |  |       |  |  |                                  |  |  |                                 |  |
|                                   |                                    | Catherine Manners                               | John Manners, I duca di Rutland        |  |  |       |  |  |                                  |  |  |                                 |  |
|                                   |                                    | Catherine Manners                               | John Manners, I duca di Rutland        |  |  |       |  |  |                                  |  |  |                                 |  |
|                                   |                                    | Catherine Manners                               | Catherine Noel                         |  |  |       |  |  |                                  |  |  |                                 |  |
| Mary Leveson-Gower                |                                    | Catherine Manners                               |                                        |  |  |       |  |  |                                  |  |  |                                 |  |
|                                   |                                    | Evelyn Pierrepont, I duca di Kingston-upon-Hull | Robert Pierrepont                      |  |  |       |  |  |                                  |  |  |                                 |  |
|                                   |                                    | Evelyn Pierrepont, I duca di Kingston-upon-Hull | Robert Pierrepont                      |  |  |       |  |  |                                  |  |  |                                 |  |
|                                   |                                    | Evelyn Pierrepont, I duca di Kingston-upon-Hull | Elizabeth Evelyn                       |  |  |       |  |  |                                  |  |  |                                 |  |
| Evelyn Pierrepont                 |                                    | Evelyn Pierrepont, I duca di Kingston-upon-Hull |                                        |  |  |       |  |  |                                  |  |  |                                 |  |
|                                   |                                    | Mary Feilding                                   | William Feilding, III conte di Denbigh |  |  |       |  |  |                                  |  |  |                                 |  |
|                                   |                                    | Mary Feilding                                   | William Feilding, III conte di Denbigh |  |  |       |  |  |                                  |  |  |                                 |  |
|                                   |                                    | Mary Feilding                                   | Mary King                              |  |  |       |  |  |                                  |  |  |                                 |  |
|                                   |                                    | Mary Feilding                                   |                                        |  |  |       |  |  |                                  |  |  |                                 |  |